# Лось (карабин)
Лось — семейство советских магазинных охотничьих карабинов, предназначенных для промысловой охоты на крупного и среднего зверя.

## Описание

### Карабины Лось, Лось-1
Затвор продольно-скользящий, с поворотом при запирании на два боевых упора. В стволе четыре правых нареза, канал ствола хромирован. Питание патронами производится из скрытого в ложе неотъёмного коробчатого магазина на пять патронов, расположенных в шахматном порядке. Спуск регулируемый. Прицельные приспособления — открытого типа, также на оружие устанавливается оптический прицел ПО4х34. Ложа из лакированного дерева (березовая), пистолетной формы, с выступом под щеку. На прикладе установлен резиновый затыльник-амортизатор.
Карабин удобен в эксплуатации и обслуживании, неполная разборка производится без использования инструмента.

### Baikal 145 Лось
Затвор продольно-скользящий, с поворотом при запирании на три боевых упора, угол отпирания затвора составляет 60 градусов. Канал ствола хромирован, в дульной части имеется резьба для установки съёмных дульных устройств. Ствол свободно вывешенный, ствольная коробка размещена в ложе с использованием специальной смолы (бэддинг), что обеспечивает высокую кучность стрельбы. Предохранитель расположен на хвостовике затвора, его включение и выключение осуществляется естественным и привычным движением большого пальца правой руки. Выпускается в двух вариантах — со стандартной ствольной коробкой (под патроны .308) и с укороченной (под патроны .223). Питание патронами производится из отъёмного коробчатого магазина на три патрона. Спуск регулируемый. Прицельные приспособления — открытого типа, сверху на ствольной коробке имеется планка типа Пикатинни для установки оптических прицелов. Ложа из орехового дерева, с выступом под щеку, выполнена в оригинальном стиле Baikal и оснащена укрепляющим её болтом нагеля. На прикладе установлен резиновый затыльник-амортизатор.

## Варианты и модификации
- «Лось-1» — модель 1962 года под патрон 9×53 мм R (выпускался в 1965—1976 гг.);
- «Лось-4» — модель под патрон 7,62×51 мм А (выпускался в 1977—1991 гг.);
- «Лось-7» — модель под патрон 7,62×51 мм А;
- «Лось-7-1» — более поздняя модификация «Лось-7», с отъемным магазином; Снят с производства в 2017 году.
- «Лось-8» — под патрон 9,3×64 мм Brenneke[3]
- «Лось-9-1» (КО-9-1) — модель под патрон 9,3×64 мм Brenneke;
- «Лось-9-2» — модель под патрон 7,62х63 мм (.30-06);
- «Лось-9-3» — модель под патрон 7×64 мм Brenneke.
- Baikal 145 «Лось» - о создании модели было объявлено на проходившем в 2017 году в Москве военно-техническом форуме «Армия-2017», 13 июня 2018 года концерн «Калашников» сообщил о начале серийного производства карабина. Baikal 145 «Лось» заменил в производстве карабины "Лось-7-1" калибра .308 и "Барс-5" калибра .223. Он производится с двумя типоразмерами ствольной коробки - стандартным (под патроны типа .308) и коротким (под патроны .223, 7.62х39 и подобные)[4].
- в августе 2020 года была представлена модификация Baikal 145 «Лось» под патрон .366 ТКМ[5]

Также, на основе конструкции карабина «Лось» в 1970-е годы были разработаны спортивная 6,5-мм винтовка БиЛ-6,5 и 7,62-мм тренировочная винтовка АВЛ.

## Боеприпасы
Советский охотничий патрон 7,62х51 мм А (ГОСТ 21169-75) не является взаимозаменяемым с патронами 7,62×51 мм НАТО (по мощности).
Патроны 7,62х51 мм А были сняты с производства в начале 1990-х годов, но для стрельбы из советского оружия в РФ производятся охотничьи патроны 7,62х51М .308 Win.

## Страны-эксплуатанты
- СССР
- Беларусь[10]
- Казахстан — разрешены в качестве охотничьего оружия, в 2009 году шесть карабинов закуплено в РФ[11]
- Россия